# Michael Peca
Michael Anthony Peca, född 26 mars 1974 i Toronto, Ontario, är en kanadensisk före detta professionell ishockeyspelare.

## NHL
Michael Peca valdes som 40:e spelare totalt i den andra rundan i 1992 års NHL-draft av Vancouver Canucks och debuterade i NHL 1993 för samma klubb.
1995 blev han bortbytt till Buffalo Sabres där han kom att få sitt genombrott i NHL. Säsongen 1996–97 vann han Frank J. Selke Trophy som ligans bästa defensiva forward, en utmärkelse som han även fick säsongen 2001–02. Säsongen 1997–98 blev han även utsedd till Buffalo Sabres lagkapten.
Säsongen 2000–01 spelade inte Peca en enda match då han hamnade i ett kontraktsbråk med Buffalo Sabres. Konsekvenserna av det blev att han bytte klubb till New York Islanders följande säsong. Där var han också lagkapten under de tre säsonger han tillbringade på Long Island.
Säsongen 2005–06 spelade Peca för Edmonton Oilers och var en stor anledning till att laget lyckades ta sig till Stanley Cup-final där laget förlorade i den sjunde och avgörande matchen mot Carolina Hurricanes.
Säsongen 2006–07 spelade Peca för Toronto Maple Leafs och skrev på för Columbus Blue Jackets som free agent sommaren 2007. Under sina drygt 700 NHL-matcher har Peca snittat lite mer än en poäng varannan match.

## Internationellt
Under vinter-OS i Salt Lake City 2002 ingick Peca i det kanadensiska laget som vann OS-guld.

## Klubbar
- Vancouver Canucks, 1993–1995
- Buffalo Sabres, 1995–2000
- New York Islanders, 2000–2004
- Edmonton Oilers, 2005–06
- Toronto Maple Leafs, 2006–07
- Columbus Blue Jackets, 2007–2009

## Meriter
- OS-guld 2002
- Frank J. Selke Trophy 1997, 2002